# Paroisses civiles du Venezuela
Les paroisses civiles du Venezuela sont les plus petites unités politico-territoriales du pays.
Le Venezuela est un État fédéral divisé en États, eux-mêmes subdivisés en municipalités autonomes, à leur tour partagées en paroisses civiles. Les 1 136 paroisses civiles du pays forment 335 municipalités intégrées aux 23 États et au District capitale. 
L'État de Zulia est l'État qui comporte le plus grand nombre de paroisses (107) et l'État de La Guaira celui qui en comprend le moins (11). Libertador est la municipalité avec le plus de paroisses (22) du District capitale. Dans les 23 États, Maracaibo, dans l'État de Zulia, est la municipalité qui a le plus grand nombre de paroisses (18) et Bolivar, dans l'État de Sucre, celle qui en a le moins (une seule, Marigüitar).
La division administrative est dirigée par un préfet nommé par le maire. Elle est également constitutionnellement composée d'une junte paroissiale. En 2005, des comités se sont créés pour demander l'élection des juntes paroissiales indépendamment des gouverneurs et des maires. Dès lors il n'y a plus eu d'élections paroissiales, l'intention étant de les remplacer par celles des juntes paroissiales communales. Depuis les élections de 1992, les citoyens élisent directement des représentants de la junte paroissiale.

## Paroisses urbaines et paroisses rurales
Les paroisses sont classées en paroisses urbaines ou rurales.  
Les premières doivent avoir au moins 50 000 habitants et sont administrées par une junte de cinq membres (un président, un secrétaire et 3 membres). Leurs compétences s'exercent dans le développement des activités de logement, l'industrie et le commerce. Les paroisses rurales ont moins de 50 000 habitants et administrées par une junte de trois membres (un président, un secrétaire et un membre). Elles sont consacrées à la production agricole ou à l'organisation des réserves naturelles. 
Une municipalité est composée de plusieurs paroisses réparties entre les deux classes.